# Héctor Páez
Héctor Leonardo Páez León (ur. 10 lipca 1982 w Tunja) – kolumbijski kolarz górski i szosowy, pięciokrotny medalista mistrzostw świata w maratonie MTB i dwukrotny zdobywca Pucharu Świata w maratonie.

## Kariera
Pierwszy sukces w karierze Héctor Páez osiągnął w 2004 roku, kiedy zwyciężł w jednym z etapów kolumbijskiego wyścigu szosowego Clasica Alcaldía de Pasca. Dwa lata później wystartował na mistrzostwach świata w maratonie MTB w Oisans, gdzie zdobył srebrny medal. W zawodach tych wyprzedził go jedynie Szwajcar Ralph Näf, a trzecie miejsce zajął Belg Roel Paulissen. W 2008 roku wziął udział w igrzyskach olimpijskich w Pekinie, gdzie rywalizację w cross-country ukończył na 26. pozycji. Podobnie wypadł podczas rozgrywanych cztery lata później igrzysk olimpijskich w Londynie, gdzie uplasował się dwa miejsca niżej. W międzyczasie wystąpił na igrzyskach panamerykańskich w Guadalajarze w 2011 roku, gdzie w tej samej konkurencji był najlepszy. Ponadto w sezonach 2006 i 2008 zwyciężał w klasyfikacji generalnej Pucharu Świata w maratonie. Na rozgrywanych w 2013 roku mistrzostwach świata w maratonie MTB w Kirchbergu zajął trzecie miejsce, za Szwajcarem Christophem Sauserem i Austriakiem Albanem Lakatą. W kolarstwie szosowym nie odniósł żadnych sukcesów międzynarodowych.